# عین ریش
عین ریش (به عربی: عین الریش) یک شهرداری در الجزایر است که در استان مسیله واقع شده است. عین ریش ۱٬۲۱۲ کیلومتر مربع مساحت و ۲۰٬۶۳۴ نفر جمعیت دارد.